# Niptjärnen (Anundsjö socken, Ångermanland)
Niptjärnen är en sjö i Örnsköldsviks kommun i Ångermanland och ingår i Moälvens huvudavrinningsområde.